# 첼라코비체

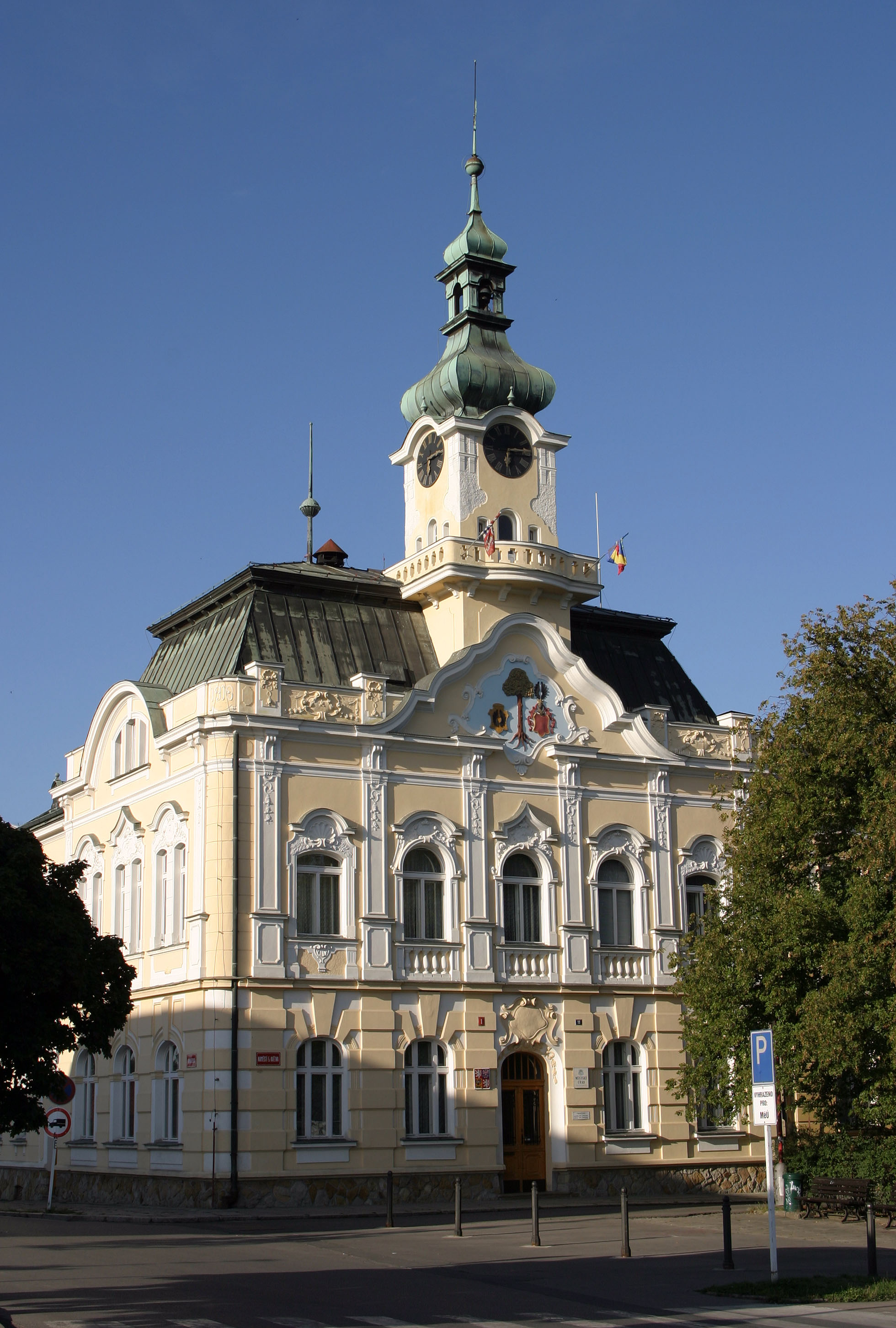
첼라코비체 시청

첼라코비체(체코어: Čelákovice)는 체코 중앙보헤미아 주에 위치한 도시로 면적은 15.87km2, 높이는 184m, 인구는 11,629명(2006년 7월 3일 기준), 인구 밀도는 733명/km2이다.
엘베강(라베 강)과 접하며 프라하에서 25km 정도 떨어진 곳에 위치한다. 프라하 대도시권을 형성하는 도시 가운데 한 곳이다. 석기 시대부터 사람이 살기 시작했으며 1290년 문헌에 처음 등장했다.

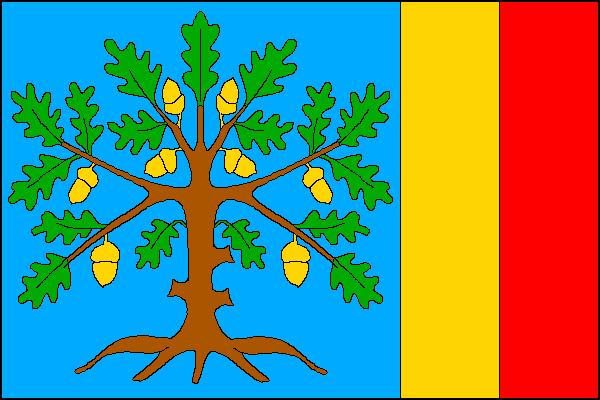
시기
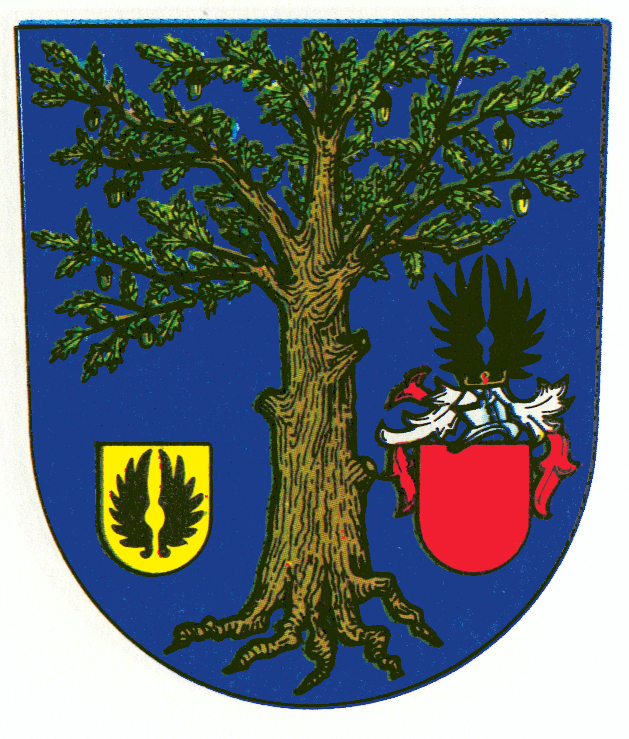
시 문장

## 인구
| 연도           | 인구   | ±%     |
| -------------- | ------ | ------ |
| 1869           | 2,247  | —      |
| 1880           | 2,515  | +11.9% |
| 1890           | 2,584  | +2.7%  |
| 1900           | 2,829  | +9.5%  |
| 1910           | 3,752  | +32.6% |
| 1921           | 4,042  | +7.7%  |
| 1930           | 5,411  | +33.9% |
| 1950           | 7,342  | +35.7% |
| 1961           | 8,226  | +12.0% |
| 1970           | 9,395  | +14.2% |
| 1980           | 10,390 | +10.6% |
| 1991           | 10,295 | −0.9%  |
| 2001           | 10,031 | −2.6%  |
| 2011           | 11,866 | +18.3% |
| 2021           | 12,264 | +3.4%  |
| 출처: Censuses |        |        |